# Izbor
Izbor – staropolskie imię męskie, złożone z dwóch członów: Iz- („z”) i -bor („walczyć, zmagać się”). Mogło oznaczać „pochodzącego z walki”, „posiadającego sławę z walki” itp.
Izbor imieniny obchodzi 5 kwietnia.